# Nukleosom

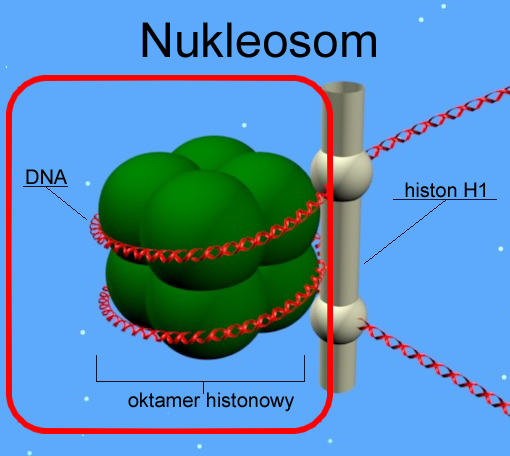
nukleosom

Nukleosom – jednostka strukturalna chromatyny składająca się z odcinka DNA o długości ok. 200 par zasad, z których 146 nawiniętych jest na 8 histonów rdzeniowych (po dwa histony H2A, H2B, H3 i H4 - tzw. oktamer histonowy) i tworzy tzw. cząstkę rdzeniową lub rdzeń nukleosomu. 
Nukleosomy nie występują u prokariota oraz w plemnikach podczas spermatogenezy, kiedy histony zastępowane są przez mniejsze białka - protaminy. 
Nukleosom jest stabilizowany przez histon H1. Nukleosom wspólnie z histonem H1 nosi nazwę chromatosomu. Cząstki rdzeniowe łączą się za pomocą łącznikowego DNA i tworzą włókno nukleosomowe o średnicy ok. 10 nm.

## Galeria

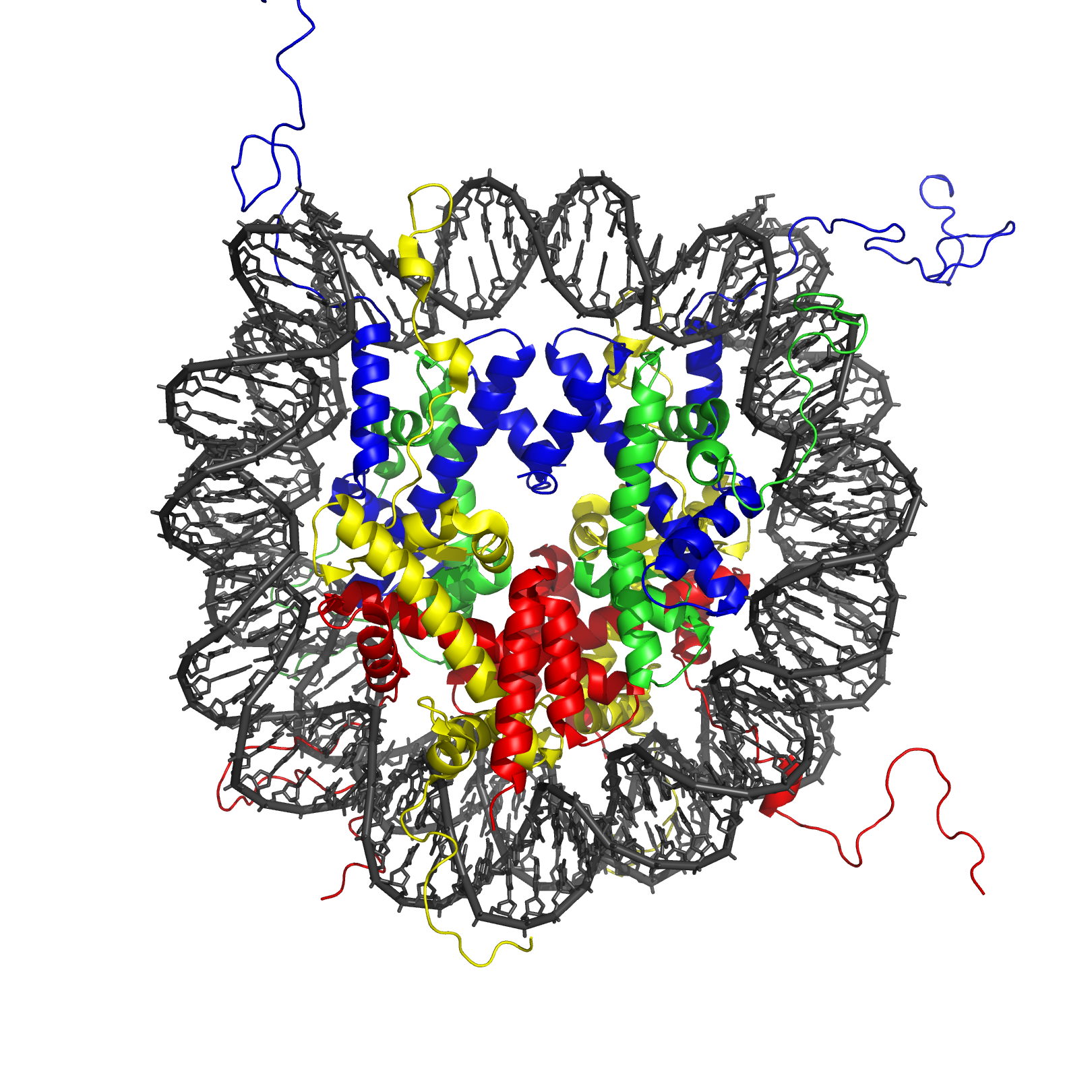
Model nukleosomu
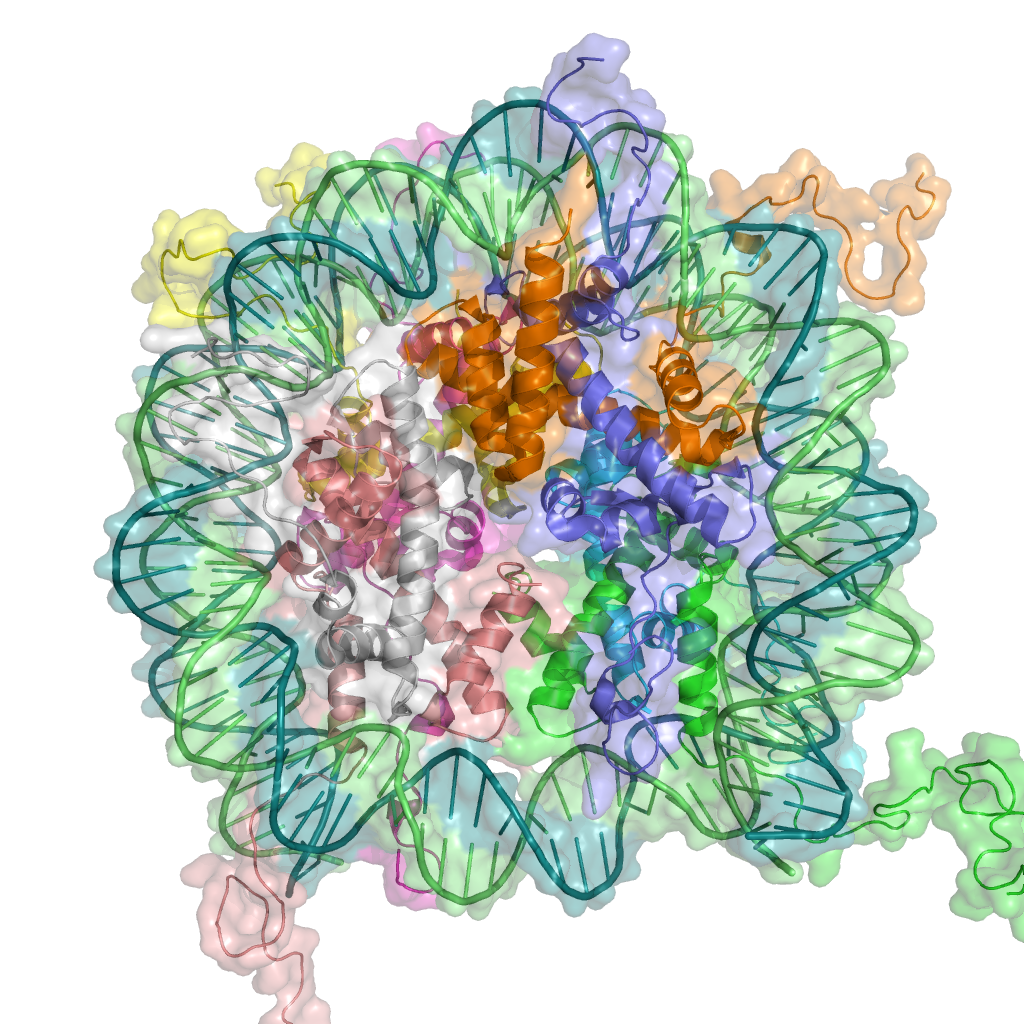
Model kolorowany